# チャールズ・マンリー

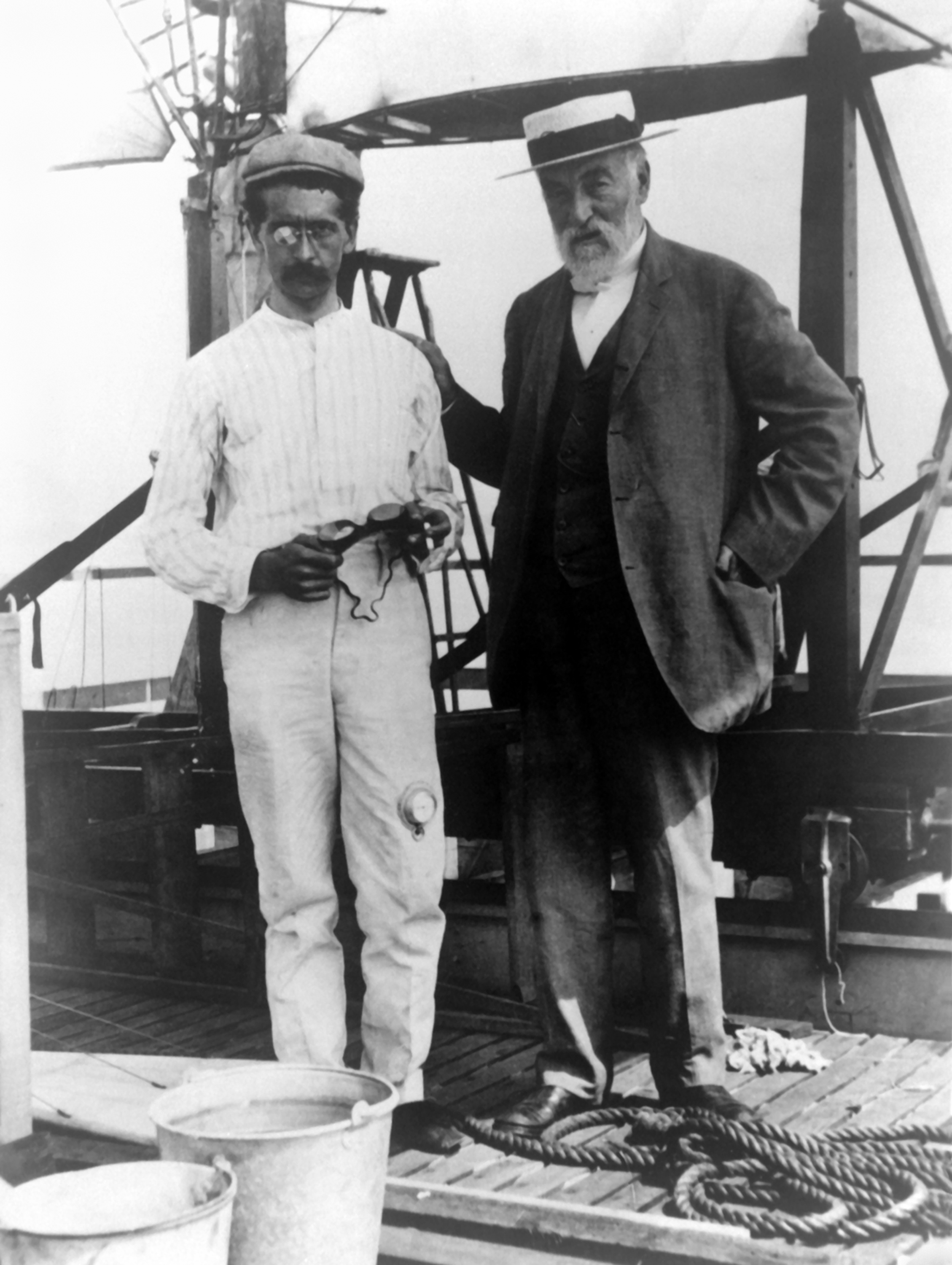
マンリー（左）とラングレー

チャールズ・マンリー（Charles Matthews Manly 、1876年 - 1927年）は、アメリカ合衆国の技術者である。1903年に飛行できなかったサミュエル・ラングレーのエアロドローム号のエンジンの開発を行い、飛行試験のパイロットを務めて、2度ともポトマック川に突っ込んだ。
ファーマン大学を卒業して、サミュエル・ラングレーの助手となった。ラングレーの航空機の実験の、エンジンの開発に貢献した。
航空機用のエンジンは初め、ニューヨークのスティーブン・バルザー（Stephen Marius Balzer ）と開発の契約が結ばれたが、バルザーのエンジンは充分な出力が得られず、改良中にバルザーの会社は倒産した。マンリーはバルザーのエンジンをロータリー式から通常の星型エンジンに改造し、水冷とし52馬力の出力を得ることに成功した。これは後に動力飛行に成功したライト兄弟のエンジンよりも強力であった。
1903年の10月と12月のエアロドローム号の飛行実験ではパイロットを務め、ポトマック川に設けられた離陸台から飛行しようとしたが、離陸台からすぐに川に落下した。マンリーは無事であったが、2度目の飛行ではもう少しで飛行機に閉じ込められるところであった。
この仕事を通じて油圧関係に設計に才能を示し40ほどの特許を取得した。第一次世界大戦中はイギリス軍需省のコンサルタントとして働きその後、カーチスの会社で働いた。SAE（自動車技術学会）に参加し、航空部品の規格の作成を行い1919年には会長を務めた。
没後の1929年にスミソニアン協会から、サミュエル・ラングレー・ゴールドメダルを受賞し、SAEは航空エンジンに関する論文を表彰するCharles M. Manly Memorial Medalを設けた。 